# Veveří vár
A Veveří vár (csehül: Hrad Veveří, németül: Burg Eichhorn) régi királyi városrész, amely mintegy 15 km-re északnyugatra található Brnótól, Morvaország, Csehország területén, a Svratka folyó mellett.

## Történet

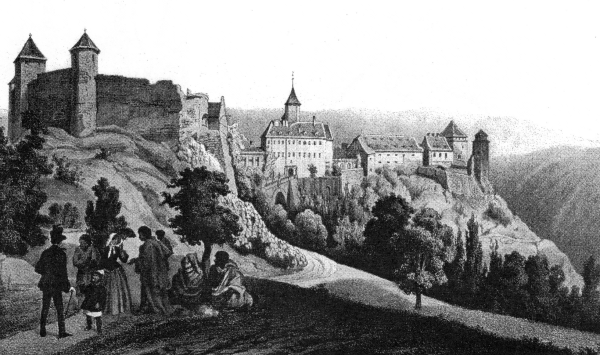
A Veveří vár a 19. század közepén

A legkorábbi utalások a Veveří ("mókus") várra az első ezredfordulóra tehetők, amikor Konrád herceg (csehül: Kunrát) vadászházat építtetett a területen. A várat elsőként 1213-ban és 1222-ben említik írásban, amikor II. Přemysl Otakar herceg a megerősített várat a lázadók börtöneként használta. Úgy tűnik, hogy kezdetben egy fából készült rezidencia volt a Nagyboldogasszony templom közelében, a mai vár helyétől nyugatra. Az 1220-as években egy kőből épült őrgrófi vár kezdett kiemelkedni a sziklás hegyfokon a kőbe vájt mély várárok mögött. Az Öregtorony az egyetlen épület, amely megmaradt ebből a legrégebbi szakaszból.
A várat a Luxemburgi Jan király később Jan a Vartemberknek ígérte 1311-ben, de később Károly őrgróf kapta meg adósságrendezésként 1335-ben. Jan Jindřich gróf, IV. Károly császár öccse kezdte továbbfejleszteni a Veveří várat. Ő építtette a vár hátsó részét és a két toronnyal és a külső várfalakat. Az öregtorony körüli központi területen palotát építtetett nagy teremmel és a Szent Prokop kápolnával (később Szent Vencel kápolna). A terület jelenlegi megjelenése ezeknek az építkezéseknek az eredménye, így alapvetően egy középkori vár.
A vár a huszita háborúkig katonai és polgári központ szerepét töltötte be. A huszita háborúk során Zsigmond király vejének, az osztrák Albrecht zsoldos erőit elhelyezte a vár köré, de 1424-ben Petr Kutěj-nek igérte. A husziták sikertelenül próbálták elfoglalni a várat 1428 és 1432 között. A 15. század második felében a várat II. Přemysl birtokolta, aki úgy döntött, hogy külső falak építésével erősíti meg. 1468-ban Mátyás király szállta meg várat.
A 15. század végén, Nyitraludányi Václav a szerezte meg és lett nemesi családjának első képviselője Veveří várban. Később az ő rossz gazdálkodása és tartozásai következtében kellett a családnak eladnia a területet. 1531-1537 között, Pernštejni Jan és Lipai Jan élt Veveří várban. A következő években a vár sokszor cserélt gazdát.
1609-ben Tiefenbachi Zsigmond szerezte meg a várat a házasság révén. Rudolf von Tiefenbach Zsigmond egy idősebb testvére protestáns volt abban az időben, mégis hű maradt a katolikus császárhoz és később áttért a katolikus hitre. 1620. november 8-án a Fehérhegyi csatában a császár csapatai oldalán harcolt és Rudolf vezette a jobb szárnyat. Amikor a csapatai később elfoglalták Morvaföldet a terület a Habsburg Birodalom részévé vált.
1645-ben a svéd hadsereg ostrom alá vette Veveří várat, de a támadás sikertelen volt, mivel a várat jól őrizték, és a védők jól fel voltak fegyverzve. 1653-ban a Sternberg Maria Eva Alžbeta (Rudolf a Tiefenbach az özvegy) örökölte a várat. 1668-ban Václav Michal, Althan grófja vásárolta meg a és itt tartózkodott 1668 és 1670 között.
A 17. század végén a terület a Collato ház tulajdona. Később, amikor a Sinzendorf ház (1707-1804) váltotta fel a Collalto házat, a vár átfogó felújításon ment át és azóta külső szerkezete gyakorlatilag változatlan maradt. 1742-ben, miután  a porosz hadsereg árulás révén bejutott, kifosztotta a várat.
A 19. század elején az ipari mágnás Vilém Mundy vásárolta meg. Bár korábban egyszerű gyalogos utazóként érkezett a környékre, nagy vagyont halmozott fel, miután 1780-ban elindította ruhagyárát és sikeresen irányította üzletét. Lényegében addig dolgozott, amíg meg nem szerezte a Veveří várat. Gustav Wasa herceg később 1830-ban Jan Mundytól vásárolta meg. A herceg itt lakott feleségével, Luisa hercegnővel. 1844-ben elvált és a vár Jiří Simon tulajdonába került. Mielőtt Simon 1856-ban meghalt volna, a családja között felosztotta vagyonát. Az unokája Helena kapta meg a Veveří várat, de akkor még túl fiatal volt, így azt az apja irányította. Később Helena férjhez ment Řehoř Ypsilanti herceghez. Pompás és nagyon drága udvart tartott. 1886-ban Řehoř Ypsilanti meghalt Párizsban. Az özvegy Helena eladta a birtokot és 1881-ben a vár új tulajdonosa Mořic lett.
Ebben az időszakban Mořic nagy javításokat és felújításokat végeztetett: vízellátás, tetők, telefon és a Rosice kastély. Sajnos viszont a vár kápolnáját lebontatta, mert zsidó volt. 1896-ban a várat egy angol nemes, Arnold De Forest-Bischofsheim vette meg. Ezt követően Winston Churchill látogatta meg a várat 1906 augusztusában, 1907 szeptemberében, majd nászútja alatt 1908 szeptemberében - erről emléktábla és található a várban. A de Forest család lakott a Veveří várban 1925-ig, amikor eladták az államnak.

### Modern történelem

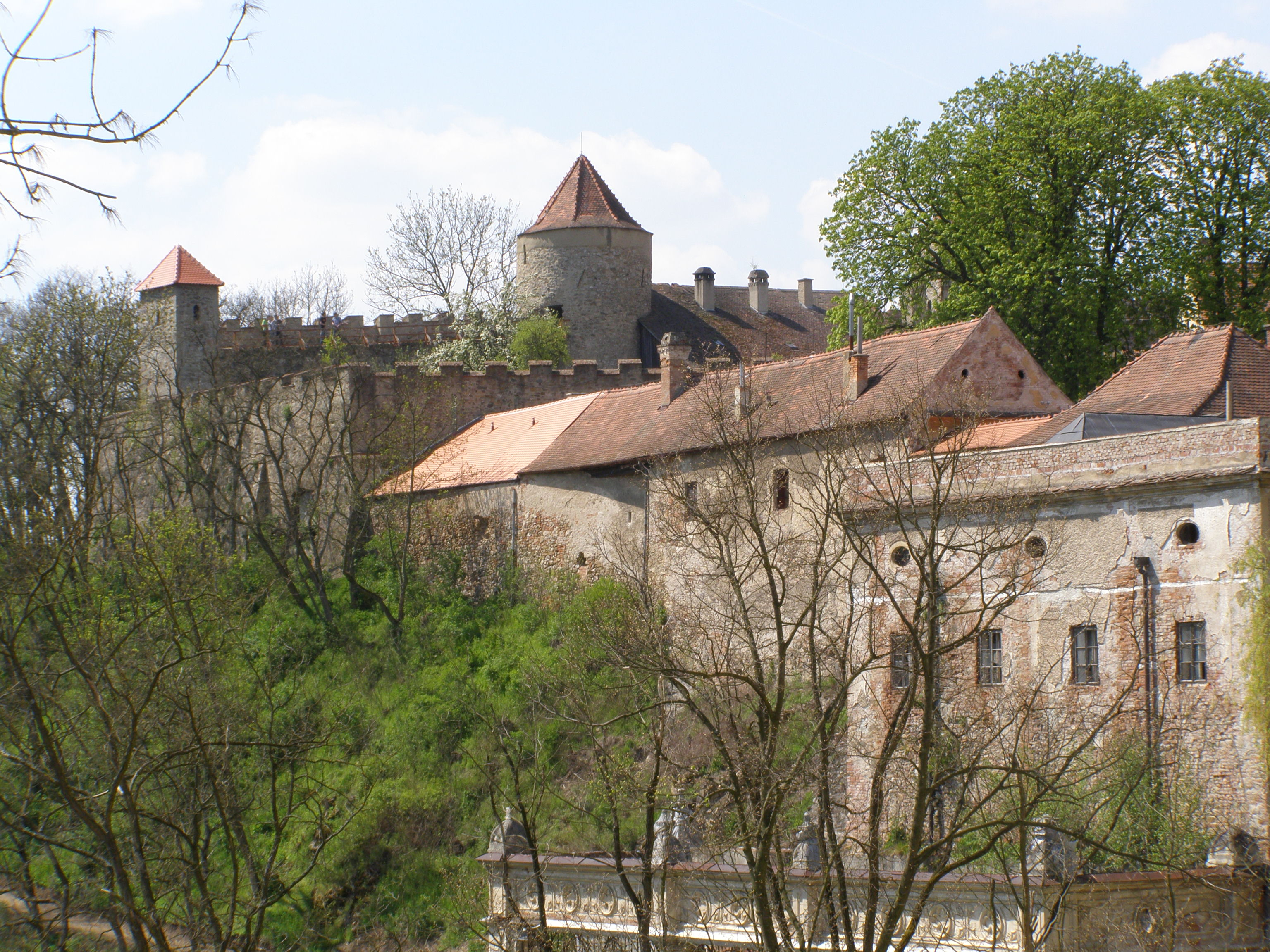
A vár nyugati része

A második világháború alatt a várat elfoglalta a hadsereg (a német hadsereg laktanyát állított fel) és ezen időszak alatt alaposan megrongálódott, többek közt lövések érték a palota második emeletét. 1945 után állandó kiállítást hoztak létre a várban. Bár nem állították helyre a háború előtti állapotot, a vár nyitva állt a nagyközönség előtt. Az 1950-es években a várat bezárták és erdészeti iskola költözött be, ami további károkat okozott. 1972-ben indult egy katasztrofális projekt a vár egy nemzetközi konferencia központtá alakítására, amely szerencsére csak részben valósult meg és megállt, mielőtt nagyobb kárt okozott volna a vár történelmi és művészeti értékeiben. Az 1989-es politikai változások után a vár továbbra is elhanyagolt maradt.
1994-ben a Veveří vár ismét megnyílt a nagyközönség előtt, de 1999-ben hirtelen bezárt, és a hosszas „tulajdonátruházások” során állapota romlott. Miután többször sikertelenül próbálták a várat kereskedelmi használatra bérbe adni, 1999 szeptemberében az Oktatási Minisztérium irányítása alól a Kulturális Minisztériumhoz került és a Brnói Nemzeti Örökség Intézet történelmi épületeinek egyike lett. Az építészeti örökségvédelmi programnak, a rendkívüli állami, kerületi és Brno városi költségvetési támogatásoknak köszönhetően a legsürgősebb problémákat orvosolták, és számos figyelemre méltó felújítást és rekonstrukciót végeztek el, elsősorban a palotán. Nagyobb felújításon esett át a palota és a figyelemreméltó freskókkal rendelkező nagy étkezőterem. 2002 óta a veveří vár ismét nyitva áll a nagyközönség előtt, a palotában van tárlatvezetés is.

## A vár leírása

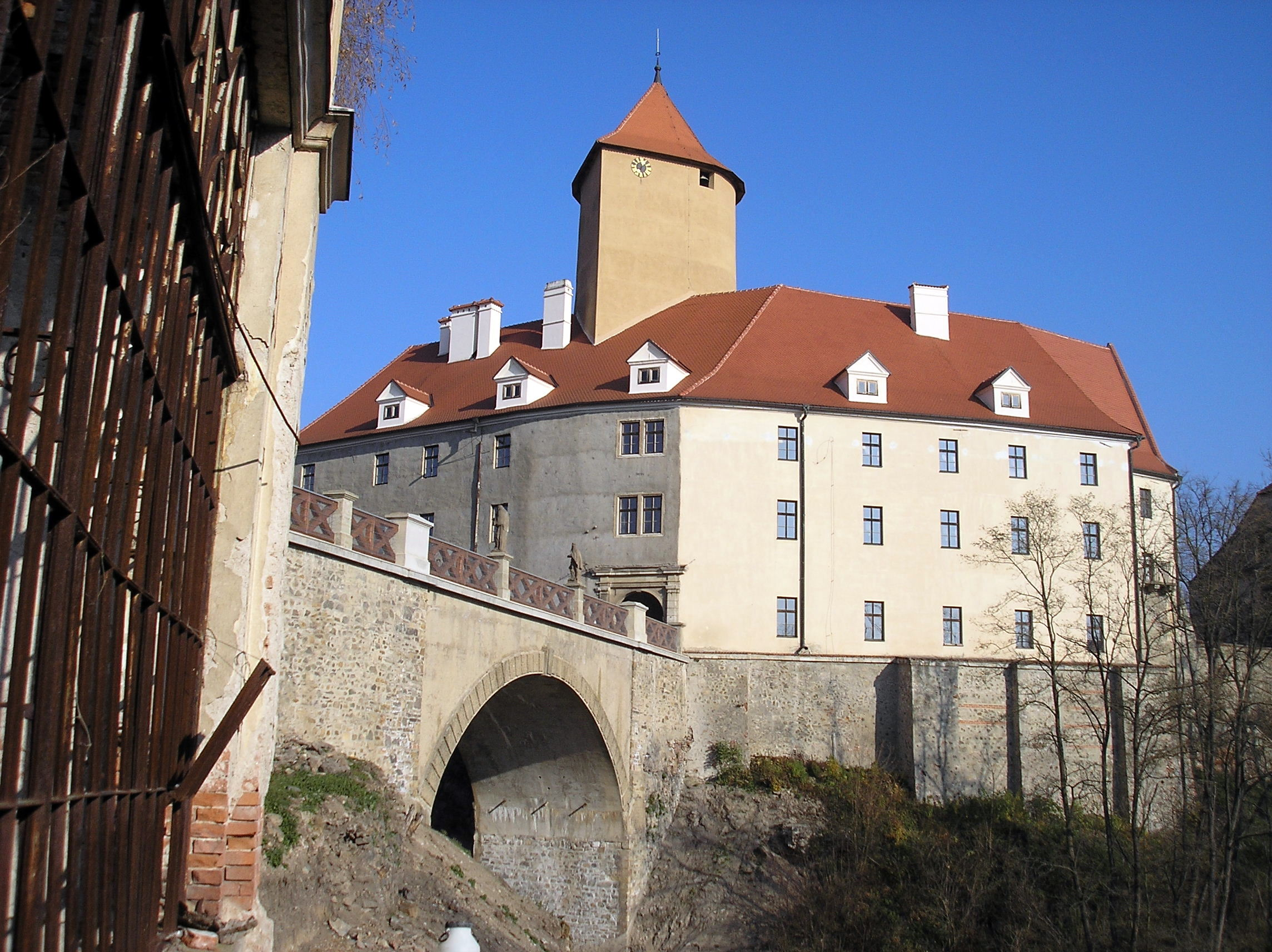
A várhíd a szobrokkal és a palota az üvegházak felől nézve

A várba általában a déli kapun keresztül lehet bejutni. Az eredeti gótikus kaput 1626-ban újraépítették késő reneszánsz stílusban. A kapuk felett Zsigmond és két felesége, Kateřina és Bohunka címerei láthatóak.
A déli kaputól a várhíd vezet a palotához amelyet az egykori Osztrák-Magyar Monarchia első vasbeton szerkezeteink egyikeként említenek. Ez egy gótikus felvonóhíd és a későbbi barokk híd helyén épült és négy szent szobrával díszítették 1896-ban.
A hídról a palota alatti átjáróhoz lehet jutni. A bal oldalon található az úgynevezett fekete konyha, amelyet nemrég újítottak fel. Az öregtorony ami köré a palota épült a legmagasabb és legrégebbi a Ververi vár tíz jelenleg látható tornya közül, a 13. század elején épült az akkori vár elsődleges védelmi elemeként. A palota vár fő lakóépülete, amely az öregtorony és két középkori palota összekapcsolásával jött létre.
Az egykori kápolna a földszinttől a második emeletig nyúlt és a 19. században választották le belőle a földszinti részt, könyvtárat és irodát a második emeleten. Az előzetes tervet dolgoztak ki a kápolna rekonstrukciójára.
A palotán túli várudvar két 13. századi királyi palota lebontásával jött létre a 19. században. Szerencsére maradtak feljegyzések ezekről a palotákról. Az udvaron túl fekszik a 17. század második felében épült angol szárny. A földszint lovas kocsik tárolására szolgált, míg az első emeleten fegyvertár és később magtár volt. Ennek az épületnek általános felújításra van szüksége. Tovább haladva a hátsó palotához jutunk, amely a 17. században épült két értékes teremmel egymás fölött. A felújítási tervek szeretnék kulturális rendezvényekre alkalmassá tenni.
A vár délkeleti szegletében áll a 14. században épült keleti torony, ami kelet felől védte a várat. A toronytól délre feltárták egy középkori keleti palota falainak maradványait, amelyet valószínűleg a 15. században építettek és leromboltak a 17. század előtt.

## Külső hivatkozások
- Veveří vár
- Hivatalos honlap

A Veveří-Eichorn vár, első kötet, Brno, ITEM 2005 ISBN 80-902297-7-8 /Jiří Procházka/